# 荷塘月色 (歌曲)
《荷塘月色》是中国音乐组合凤凰传奇第四张音乐专辑《我从草原来》的主打歌，2010年5月7日由孔雀唱片发行，张超填词谱曲。该歌曲在中国歌曲排行榜、百度新歌榜、一听排行榜等排行冠军。该歌曲是中国风作品的代表作，富含清新之气。